# Julio Guani
Julio Felipe Guani Peypoch, (Montevideo, Uruguay, 26 de julio de 1875-ídem, 29 de agosto de 1970) fue un magistrado uruguayo, miembro de la Alta Corte de Justicia de su país entre 1929 y 1944 (denominada Suprema Corte de Justicia a partir de 1934).

## Nacimiento
Nació el 26 de julio de 1875, siendo hijo de Felipe Guani y Antonia Peypoch. 
Era primo de Alberto Guani, canciller y Vicepresidente del Uruguay.

## Carrera judicial (1901-1944)

### Juez de Paz
Tras graduarse como abogado en la Facultad de Derecho de la Universidad Mayor de la República, a fines de 1901 ingresó a la carrera judicial como Juez de Paz en Montevideo.

### Juez Letrado
En febrero de 1908 fue designado Juez Letrado de Rivera, cargo en el que permaneció durante siete años.
En octubre de 1915 fue ascendido a Montevideo como Juez Letrado de Instrucción de Tercer Turno.

### Fiscal y Tribunal de Apelaciones
En mayo de 1918 fue designado por el Poder Ejecutivo como Fiscal del Crimen de Segundo Turno, cargo que ocupó durante diez años.
En octubre de 1928 fue nombrado miembro del Tribunal de Apelaciones de Primer Turno, en el que permanecería solo tres meses.

### Alta Corte y Suprema Corte de Justicia
El 23 de enero de 1929 la Asamblea General lo eligió como miembro de la Alta Corte de Justicia, en reemplazo de Julio Bastos, fallecido diez días antes. Recibió 75 votos de los 109 emitidos por los legisladores.
La ley de creación de la Alta Corte preveía en su artículo 36 que los miembros de la misma y todos los magistrados del Poder Judicial en general cesarían en su cargo al cumplir 70 años de edad, no estableciendo otro límite de duración en el mismo. En consecuencia, Guani tenía derecho a permanecer en la Corte hasta 1945, cuando cumpliría los 70 años.
Tras el golpe de Estado de Gabriel Terra, se sancionó una nueva Constitución, aprobada en marzo de 1934, plebiscitada favorablemente en abril y promulgada el 18 de mayo del mismo año, por la cual, además de modificarse la denominación de la Alta Corte de Justicia, rebautizándola con su nombre actual de Suprema Corte de Justicia (artículo 210 y siguientes), se incorporó como norma constitucional el límite de edad de 70 años para todos los cargos judiciales (artículo 226) y también se introdujo una duración máxima de 10 años para los cargos de ministro de la Suprema Corte (artículo 213). 
Sin embargo, por la disposición transitoria J) se estableció que para los actuales integrantes de la Alta Corte, dicho plazo de 10 años se computaría solo a partir de la entrada en vigencia de la nueva carta constitucional.
En consecuencia, Guani pudo permanecer como miembro de la -ahora- Suprema Corte durante un total de quince años, y cesó en el cargo el 18 de mayo de 1944, al cumplirse los diez años de la entrada en vigencia de la Constitución de 1934. Fue el último magistrado en la historia del máximo tribunal en integrarlo durante más de una década. 
En diciembre de 1944 lo reemplazó Eduardo Artecona.

## Muerte
Falleció el 29 de agosto de 1970, un mes después de haber cumplido 95 años de edad.